# Neisseriaceae
Famille
Les Neisseriaceae forment une famille de bactéries à gram négatif dans l'ordre des Neisseriales, créée en 1933 par le taxonomiste français André Romain Prévot. Inclus dans les Pseudomonadota (anciennement protéobactéries), il contient des genres bactériens pathogènes pour l'homme comme les Neisseria qui forment le genre type de cette famille.

## Taxonomie
La famille Neisseriaceae a été créée en 1933. Elle a récemment été remaniée, d'abord en 2013 par scission en deux familles distinctes, les Neisseriaceae dont le genre type est toujours Neisseria et la famille Chromobacteriaceae dont le genre type est Chromobacterium.
En 2021, une nouvelle étude phylogénétique sur un plus grand nombre de génomes complets, a proposé de scinder à nouveau les Neisseriaceae et les Chromobacteriaceae en conservant le nom de ces deux familles mais en les remaniant à nouveau par l'ajout de trois nouvelles familles. Dans cette étude, 12 genres ont été déplacé des Neisseriaceae vers les autres familles mais à l'heure actuelle (au 2 août 2022), ces transferts ne sont toujours pas validés par l'ICSP.

### Étymologie
L'étymologie du nom de la famille Neisseriaceae est basé sur le genre type de la famille et se résume ainsi : N.L. fem. n. Neisseria, genre type de la famille; L. fem. pl. n. suff. -aceae, suffixe pour désigner la famille; N.L. fem. pl. n. Neisseriaceae, la famille des Neisseria,.

### Genres
En 2013, les genres bactériens faisant partie de cette nouvelle famille sont les suivants :
- Alysiella
- Amantichitinum, son assignation à la famille Chitinibacteraceae est en attente de validation depuis 2021
- Aquella
- Bergeriella
- Conchiformibius
- Craterilacuibacter
- Crenobacter
- Eikenella
- Kingella
- Morococcus
- Neisseria, genre type
- Paralysiella
- Paralysiella
- Prolinoborus, son assignation à la famille Aquaspirillaceae est toujours en attente de validation depuis 2021.
- Rivicola
- Simonsiella
- Snodgrassella
- Stenoxybacter,
- Uruburuella
- Vitreoscilla
- Wielerella